# Lebesgue-Konstante
In der Mathematik gibt die Lebesgue-Konstante, benannt nach Henri Lebesgue, (abhängig von einer Menge von Stützstellen und deren Anzahl) eine Vorstellung davon, wie gut das Interpolationspolynom einer Funktion (an den gegebenen Stützstellen) im Vergleich zur besten polynomialen Approximation der Funktion ist. Die Lebesgue-Konstante für Polynome mit maximalem Grad {\displaystyle n} und für die Menge der {\displaystyle n+1} Stützstellen wird dabei allgemein mit {\displaystyle \Lambda }, oft auch {\displaystyle \Lambda _{T}}, bezeichnet.

## Definition
Sei {\displaystyle f\in C[a,b]} und {\displaystyle p(x)} ein interpolierendes Polynom von {\displaystyle f}. Weiter sei {\displaystyle T} der interpolierende Operator {\displaystyle T(f)=p}. Äquivalent kann auch der Operator {\displaystyle T:\{y_{1},\dots ,y_{n}\}\to p} von den Funktionswerten {\displaystyle y_{i}=f(x_{i})} zum Interpolant betrachtet werden.
Die Lebesgue-Konstante ist die Operatornorm
{\displaystyle \Lambda =\sup _{f\neq 0}{\frac {\|p\|_{\infty }}{\|f\|_{\infty }}}=\sup _{f\neq 0}{\frac {\|T(f)\|_{\infty }}{\|f\|_{\infty }}}}
wobei {\displaystyle \|\cdot \|_{\infty }} die Supremumsnorm in {\displaystyle C([a,b])} bezeichnet.

### Bemerkung
Die Lebesgue-Konstante für die Interpolation oder eine beliebige andere lineare Projektion ist also die Operatornorm des Operators, der die Funktionswerte auf die Näherung abbildet. Bei der Interpolation an {\displaystyle n+1} Chebyshev-Punkten ist die Lebesgue-Konstante durch {\displaystyle 1+{\frac {2}{\pi }}\log(n+1)} beschränkt, während sie bei {\displaystyle n+1} äquidistanten Punkten asymptotisch {\displaystyle {\frac {2^{n+1}}{\mathrm {e} \,n\log(n)}}} entspricht.

## Lebesgue-Konstante für das Lagrange-Interpolationspolynom
Man definiert die Lebesgue-Konstante für das Lagrange-Interpolationspolynom durch
{\displaystyle \Lambda \equiv \sup _{x\in [a,b]}\sum \limits _{k=1}^{n}\left|\prod \limits _{j\neq k}{\frac {x-x_{j}}{x_{k}-x_{j}}}\right|}
wobei {\displaystyle [a,b]} das Intervall der Interpolation ist. Weiterfolgend gilt dann:
{\displaystyle \Lambda >{\frac {4}{\pi ^{2}}}\ln n-1}

### Bemerkung
Die Effizienz der Lagrange-Interpolation hängt von der Wachstumsrate von {\displaystyle \Lambda } ab. Hierbei bewies Paul Erdős, dass eine positive Konstante {\displaystyle C} existiert, sodass
{\displaystyle \Lambda >{\frac {2}{\pi }}\ln n-C}
für alle {\displaystyle n} gilt. Außerdem zeigte er, dass
{\displaystyle \Lambda <{\frac {2}{\pi }}\ln n+4}
wonach die obere Schranke nicht weiter verbessert werden kann.

## Near-Best Approximation und Lebesgue-Konstante
Sei {\displaystyle \Lambda } die Lebesgue-Konstante für eine lineare Projektion {\displaystyle L} von {\displaystyle C([a,b])} auf {\displaystyle {\mathcal {P}}_{n}}. Sei weiters {\displaystyle f} eine Funktion in {\displaystyle C([a,b]),p=Lf} die entsprechende polynomielle Approximation zu {\displaystyle f} und {\displaystyle p^{*}} die Best-Approximation, dann gilt:
{\displaystyle \|f-p\|\leq (\Lambda +1)\left\|f-p^{*}\right\|}
Daher quantifiziert {\displaystyle \Lambda }, wie viel größer der Interpolationsfehler {\displaystyle \|f-p\|} im Vergleich zum kleinstmöglichen Fehler {\displaystyle \left\|f-p^{*}\right\|}, im schlimmsten Fall sein kann.

## Lebesgue-Konstanten für die polynomialen Interpolation
Die Lebesgue-Konstanten {\displaystyle \Lambda _{n}} für die polynomiale Interpolation vom Grad {\displaystyle n\geq 0} in einer beliebigen Menge von {\displaystyle n+1} verschiedenen Punkten im Intervall {\displaystyle [-1,1]} erfüllen die Ungleichung:
{\displaystyle \Lambda _{n}\geq {\frac {2}{\pi }}\log(n+1)+0.52125\ldots }
Die Zahl {\displaystyle 0.52125\ldots } ist hierbei gegeben durch {\displaystyle \left({\frac {2}{\pi }}\right)(\gamma +\log(4/\pi ))}, wobei {\displaystyle \gamma \approx 0.577} die Eulersche Konstante darstellt. Für Chebyshev-Punkte gilt außerdem
{\displaystyle \Lambda _{n}\leq {\frac {2}{\pi }}\log(n+1)+1\quad {\text{ und }}\quad \Lambda _{n}\sim {\frac {2}{\pi }}\log n,\quad n\rightarrow \infty }
und Für gleichmäßig verteilte Punkte:
{\displaystyle \Lambda _{n}>{\frac {2^{n-2}}{n^{2}}}\quad {\text{ (gilt für n≥1) und}}\quad \Lambda _{n}\sim {\frac {2^{n+1}}{\mathrm {e} \,n\log n}},\quad n\rightarrow \infty }

## Lebesgue-Konstanten für die Chebyshev-Projektion
Die Lebesgue-Konstanten {\displaystyle \Lambda _{n}} für die Projektion vom
{\displaystyle \operatorname {Grad} n\geq 1} im Intervall {\displaystyle [-1,1]} sind gegeben durch:
{\displaystyle \Lambda _{n}={\frac {1}{2\pi }}\int \limits _{-\pi }^{\pi }\left|{\frac {\sin((n+1/2)t)}{\sin(t/2)}}\right|dt}
Es gilt:
{\displaystyle \Lambda _{n}\leq {\frac {4}{\pi ^{2}}}\log(n+1)+3\quad {\text{ und }}\quad \Lambda _{n}\sim {\frac {4}{\pi ^{2}}}\log n,\quad n\rightarrow \infty }